# Torneo del Interior C 2018
El Torneo del Interior C 2018 fue la primera y única edición del campeonato de rugby de tercera división.
En total participaron 16 clubes de diferentes uniones Argentinas y Uruguayas.

## Uniones
Participan clubes de las uniones Cordobesa, Santafesina, Tucumán, Uruguay, Santiagueña, Nordeste, Cuyo, Sur, Rosario, Austral, Chubut, Sanjuanina y Mar del Plata.

## Final
| 14 de abril de 2018 | Cardenales RC | 32 - 12 | Mendoza R.C. |  |  |